# Miguel Giusti
Miguel Angel Giusti Hundskopf es un filósofo peruano nacido en El Callao en 1952. Es hijo de Luis Giusti La Rosa y Paulina Hundskopf De La Rivera. Es especialista en historia de la ética, ética contemporánea y filosofía del idealismo alemán, temas sobre los que dicta cursos y seminarios.

## Trayectoria
Realizó estudios de filosofía en el Perú, Italia, Francia y Alemania. Se doctoró en la Universidad de Tubinga bajo la dirección de Rüdiger Bubner con una tesis sobre la filosofía política de Hegel. Tuvo una beca de investigación de la Fundación Alexander von Humboldt para estudios postdoctorales en la Universidad de Frankfurt bajo la dirección de Jürgen Habermas.
Actualmente, es profesor principal de la Pontificia Universidad Católica del Perú, en donde ejerce las funciones de director del Centro de Estudios Filosóficos. Fue director ejecutivo del Instituto de Democracia y Derechos Humanos y editor responsable de la revista Areté. De 2004 a 2010 fue Presidente de la Sociedad Interamericana de Filosofía.

## Obras

### Libros
- "Disfraces y extravíos. Sobre el descuido del alma". Lima: FCE, 2015, ISBN 978-9972-663-86-4.
- El soñado bien, el mal presente: rumores de la ética. Lima: Fondo editorial de la PUCP, 2008, ISBN 9789972428630.
- Tras el consenso: entre la utopía y la nostalgia. Madrid: Dykinson, 2006, ISBN 84977281130.
- (como editor) ¿Por qué leer filosofía hoy?. Lima: PUCP, 2007, ISBN 9789972428333.
- (como editor) Debates de la ética contemporánea. Lima: PUCP, 2007, ISBN 9789972296802.
- (como editor) Justicia global, derechos humanos y responsabilidad. Bogotá: Universidad de Antioquía, 2007, ISBN 9789586650946.
- Tras el consenso : entre la utopía y la nostalgia. Madrid: Dyckinson, 2006, ISBN 9788497728133.
- (como editor) El retorno del espíritu. Lima: PUCP, 2003, ISBN 9972426114.
- (como editor) Ciudadanos en la sociedad de la información. Lima: PUCP, The British Council, 2001, ISBN 9972421600.
- (como editor) La filosofía del siglo XX : balance y perspectivas. Lima: PUCP, 2000, ISBN 9972423549.
- Alas y raíces: ensayos sobre ética y modernidad. Lima: PUCP, 1999, ISBN 9972421430.
- (como editor) La Notion d'Analyse: Actes du Colloque franco-péruvien "La notion d'Analyse", Paris, Strasbourg, Toulouse, 30 oct.-6 nov., 1991. Tolosa: Presses Universitaires du Mirail, 1992, ISBN 2858161798.
- Hegels Kritik der modernen Welt: über die Auseinandersetzung mit den geschichtlichen und systematischen Grundlagen der praktischen Philosophie. Wurzburgo: Konigshausen und Neuman, 1987, ISBN 384792989

## Artículos
- "Violencia política y globalización". En: La Teoría crítica y las tareas actuales de la crítica. Barcelona: Anthropos; México, D.F.: Universidad Autónoma Metropolitana-Iztapalapa, 2005, p. 312-321.